# Sterol

De chemische structuur van sterolen

De sterolen vormen een belangrijke klasse van organische moleculen. Ze komen van nature voor in planten, dieren, schimmels en sommige bacteriën (bijvoorbeeld Mycoplasma). Het meest bekende type sterol is cholesterol, een vitale stof in de dierlijke celmembraan als celverstevigend element en als precursor voor vetoplosbare vitamines en steroïdhormonen.

## Typen sterolen
Plantensterolen noemt men fytosterolen en dierlijke sterolen worden zoösterolen genoemd. Belangrijke zoösterolen zijn cholesterol en enkele steroïdhormonen als testosteron en oestrogeen; enkele fytosterolen die van belang zijn, zijn campesterol, sitosterol en stigmasterol. Ergosterol is een sterol dat voorkomt in het celmembraan van fungi, waar het een rol vervult die gelijkaardig is aan cholesterol in dierlijke cellen. Vele antifungale middelen zijn gericht tegen deze ergosterolen, omdat de menselijke celmembraan dit niet bevat.

## Rol in de biochemie
Sterolen en gerelateerde verbindingen spelen een essentiële rol in de fysiologie van eukaryote organismen. Zo vormt cholesterol een deel van het celmembraan bij dieren, waar het de vloeibaarheid bepaalt. Bovendien doet het dienst als signaalmolecule en precursor voor allerlei andere metabolieten. Bij mensen en andere dieren dienen corticosteroïden, zoals cortisol, als signaalmoleculen in de celcommunicatie en de algemene stofwisseling.

## Sterolen als voedingselement
Plantensterolen zijn in wetenschappelijk onderzoek aangegeven als moleculen die de opname van cholesterol blokkeren in de menselijke darm. Ze worden dus vaak als voedingssuplement gebruikt, bijvoorbeeld in margarine. Desondanks is er verontrusting dat ze niet alleen de opname van cholesterol zouden blokkeren, maar ook de opname van andere belangrijke voedingsstoffen.

## Chemische classificatie en structuur
Sterolen zijn ook bekend als steroidalcoholen. Het is een subgroep van de Steroïden met een hydroxylgroep op de 3-positie van de A-ring. Sterolen zijn amfifiele lipiden gesynthetiseerd uit acetyl-CoA via de HMG-CoA reductase-pathway. De totale molecule is vrij vlak. De hydroxylgroep op de A ring is polair, de rest van de keten is apolair.